# Zipfelpass
Der Zipfelpass wurde im Jahr 2000 zum Tag der Deutschen Einheit in Dresden präsentiert. Herausgegeben wird er von den zu einem Zipfelbund zusammengeschlossenen Städten und Gemeinden Görlitz, List auf Sylt, Oberstdorf und Selfkant. Er ist einem (ehemaligen) Reisepass der Bundesrepublik Deutschland nachempfunden und soll Zipfelpass-Inhabern die Möglichkeit geben, Stempel aus den entsprechenden Rathäusern oder Touristeninformationen zu sammeln. Wer innerhalb von vier Jahren die vier Stempel gesammelt hat, kommt in den Genuss des Zipfel-Paketes, in dem sich ortstypische Produkte aus den vier Zipfeln befinden.
Damit der Zipfelpass abgestempelt wird, muss der Inhaber mindestens eine Übernachtung in dem jeweiligen Ort nachweisen können.
Am 1. Mai 2003 wurde der 50. „Zipfelstürmer“ in List begrüßt, mittlerweile wurden über 2.000 Pässe komplett abgestempelt (Stand 2021). Dabei sind die Zipfel auf unterschiedlichste Weise erreicht worden: Einige haben die Orte per Rad angefahren, der Belgier Antoine Meiersonne wandernd und Peter Ritz reitend. Bequemer hatten es die Passagiere des „Taxi rund um Deutschland“, die 2006 mit einem „Zipfeltaxi“ rund um die Republik gefahren wurden.
Aktueller Rekordhalter ist Patrick Scheuermann. Er bereiste im Sommer 2020 alle vier Zipfelgemeinden in 60 Stunden und 55 Minuten. Damit löste er Anke Franzen ab, die im Zeitraum vom 7. bis 10. Juni 2019 innerhalb von 71 Stunden mit ihren beiden Hunden die Zipfelgemeinden bereiste.
Zuvor hielt Ralf Willeke mit seiner Tochter Pia den Rekord. Vom 18. bis 22. September 2017 benötigten sie rund 76 Stunden.
Bis dahin hielt Jochen Gölitz aus Halver den Rekord; innerhalb von 80 Stunden bereiste er im Zeitraum vom 23. bis 26. April 2013 alle vier Zipfelgemeinden.
Jörg Kachelmann, Zipfelpass-Inhaber und ehemaliger Wettermann der ARD, hat ebenfalls alle Zipfel bereist – als Dienstfahrt. Alle vier Orte verfügen in der Zwischenzeit über Kachelmannsche Wetterstationen. Dafür wurde ihm 2008 als erstem Preisträger der „Preis der Deutschen Zipfel“ verliehen.
Weitere prominente Zipfelpass-Inhaber sind unter anderem die Schlagersängerin Stefanie Hertel, der Schauspieler Wolfgang Stumph, der Moderator Jürgen von der Lippe und der Komiker Otto Waalkes.